# Teatrul Municipal din Turda
Clădirea Teatrului National din Turda (Piața Republicii nr. 52) a fost construită între anii 1901-1904, în stil eclectic, cu elemente arhitecturale de stil Secession, neobaroc și neorococo.

## Descriere
Clădirea a fost proiectată a fi un „Vigado” și a adăpostit după 1921 „Casina Intelectualilor Români” și cinematograful particular „La Grecu” (apoi cinematograful „Arta”), iar din 1922 și „Societatea Amicii Artelor”. Prin anii '50 ai secolului al XX-lea, cinematograful „Arta” s-a închis și a devenit „Teatru de Stat” (ulterior denumit „Teatru Municipal”). Iar idin 2019 teatrul a devenit Teatru National. 
Într-o perioadă de peste o jumătate de secol, Teatrul a prezentat peste 300 de premiere.
Clădirea găzduiește și Biblioteca Municipală "Teodor Murășanu".
Din 13 august 2014, ca apreciere a contribuției sale la dezvoltarea artei teatrale in România, Teatrul Municipal din Turda a primit numele marelui regizor și se numește Teatrul "Aureliu Manea" Turda.

## Galerie de imagini

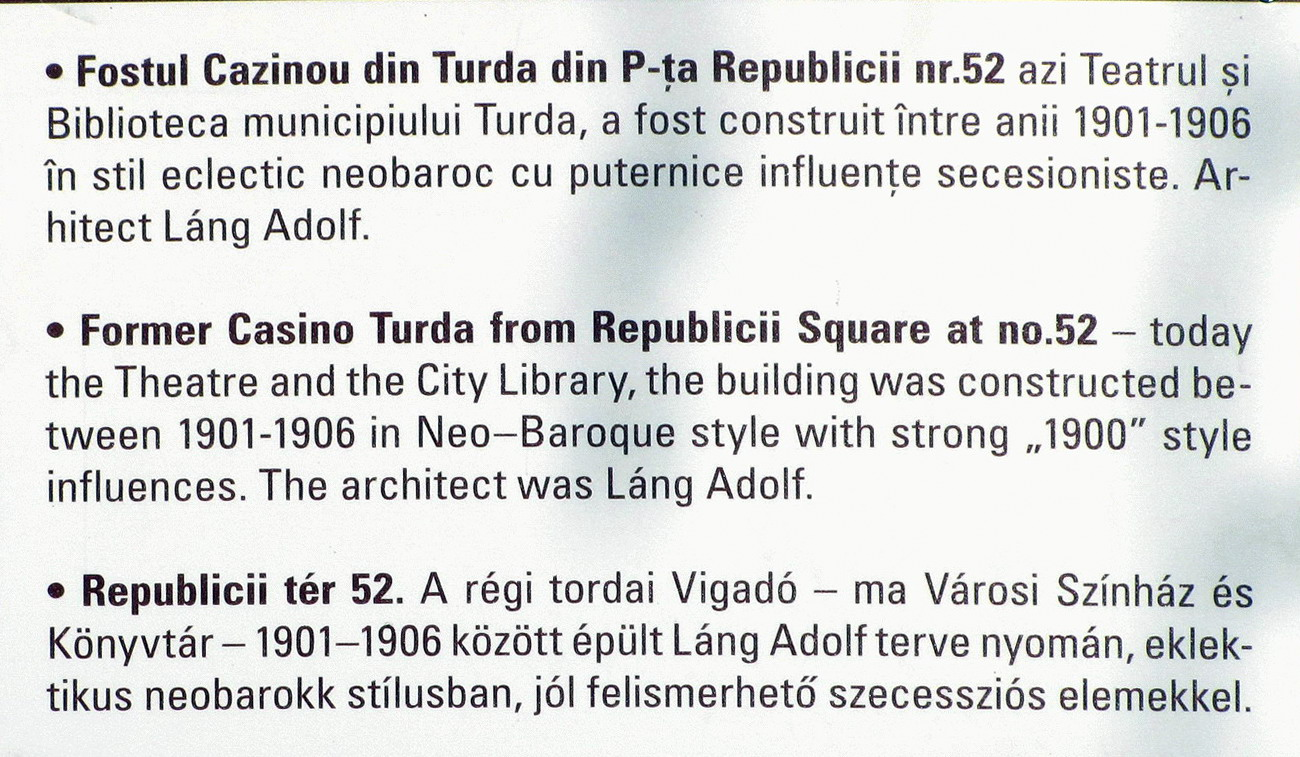
Placă informativă